# Černjejski grad
Černjejski grad (italijansko Castello di Cergneu) je stal na vzpetini nad vhodom v Tersko dolino pri  Nemah, Furlanija, v severni Italiji. Do ruševin tega gradu pridemo po cesti iz vasi Čarnjeja. Je eden od najstarejših v Furlaniji, verjetno zgrajen na mestu prejšnje rimske obrambne formacije pred Langobardi.  Grad je bil opuščen v prvi polovici 16. stoletja. 

## Zgodovina
Ime kraja Černjeja je v listinah prvič omejeno leta 1170, ko je patriarh podaril vas Černjeje (Cergneu) Ulriku (Voldariku) Moosberškemu grofu Toskanskemu, ki je bil potomec bavarskih plemičev, ki so imeli posest v bližnjem Ahtenu na gradu Ahten (Attems).  Ta Ulrik je vso svojo posest v Furlaniji še istega leta podaril nazaj oglejskemu patriarhu. 
V 13. stoletju so oglejski patriarhi gospostvo z gradom Černjeje podeljevali v fevd gospodom iz Savorgnana.  Kasneje je neki Konrad (Corrado) iz te družine grad predal dvema svojima sinovoma, Detalmu in Petru, ki sta skladno s takratnimi običaji prevzela ime po gradu. Kot grad je izrecno omenjen leta 1270, ko je Peter pl. Savorgnano izvršil delitev gradu Černjeja z brati. Leta 1323 so Peter, Janez in Konrad pl. Černjejski zgradili cerkvico posvečeno Sv. Petru in Pavlu. Leta 1348 je bil celoten grajski kompleks resno poškodovan zaradi potresa in bojev proti patriarhovim frakcijam (Černjejski so bili zavezniki Savorgnana proti patriarhu), ki so se nadaljevali skozi celo stoletje. Leta 1386 je šest otrok Detalma Černjejskega odločilo, da grad razširijo in okrepijo z izgradnjo velikega palacija, naslonjenega na zahodno steno antičnega stolpa. Leta 1371 je oglejski patriarch Markvard grad in gospostvo potrdil kot fevd, ki so mu leta 1480 dodali grad Brazzacco, ki je od leta 1491 fevdno nadrejen gospostvu Černjeje. Kljub pomembnosti, ki jo ima ta družina v okviru furlanskega plemstva, kar dokazuje tudi dejstvo, da so leta 1415 del koncesije  “Parlamento della Patria friulana”, je graščina iz obrambnega in lokacijskega vidika padla na mesto obrobnih krajev in lastniki so jo začeli zanemarjati. Leta 1420 je tudi ta grad pripadel Beneški republiki.
Leta 1480 se še vedno navaja, da ima stolp in dva palacija. Grad Černjeje (Nieme) je bil gotovo prizadet in poškodovan med vojnami med Benetkami in Nemškim cesarstvom in kasnejšim velikim potresom leta 1511, saj je že leta 1521 trdnjava opisana kot poškodovana. Tega leta je zgodovinar grad uvrstil med „uničene“ furlanske gradove. Od takrat več ni omenjen, razen kot fevd, ki pripada družini Brazza.  Le slabo dokumentirana novica o smrti Janeza Krstnika Černjejskega ( di Cergneu) leta 1567 nakazuje, da je morda umrl v gradu, in da je bil ta takrat še naseljen. Do ostankov gradu Černjeje (Cergneu), ki so še vedno mogočne, se pride po kratki in strmi grajski cesti (s sledovi prvotnih tlakovcev), ki se vije skozi kratek gozd.

## Opis gradu
Če prečkate čudovit obokani most, pridete do velike umetne terase, ki jo je prvotno obdajal jarek. Tu so še vedno vidni ostanki zidov četverokotnega stolpa, v katerih so ohranjena okna, in vhodna vrata; znotraj je vidna razdelitev na štiri etaže in ostanke obrambnih zidov. Nasproti stolpa je stanovanjski "domus" zgrajen v 13. stoletju. Poleg gradu stoji majhna cerkev sv. Petra in Pavla (prvotno posvečena Mariji Magdaleni), ki so jo leta 1323 dali zgraditi Peter, Janez in Konrad Čarnjejski.